# Fallaciella robusta
Fallaciella robusta är en bladmossart som beskrevs av Tangney och Allan James Fife 2003. Fallaciella robusta ingår i släktet Fallaciella och familjen Lembophyllaceae. Inga underarter finns listade i Catalogue of Life.